# Eisenbahnunfall vom Rogers Pass

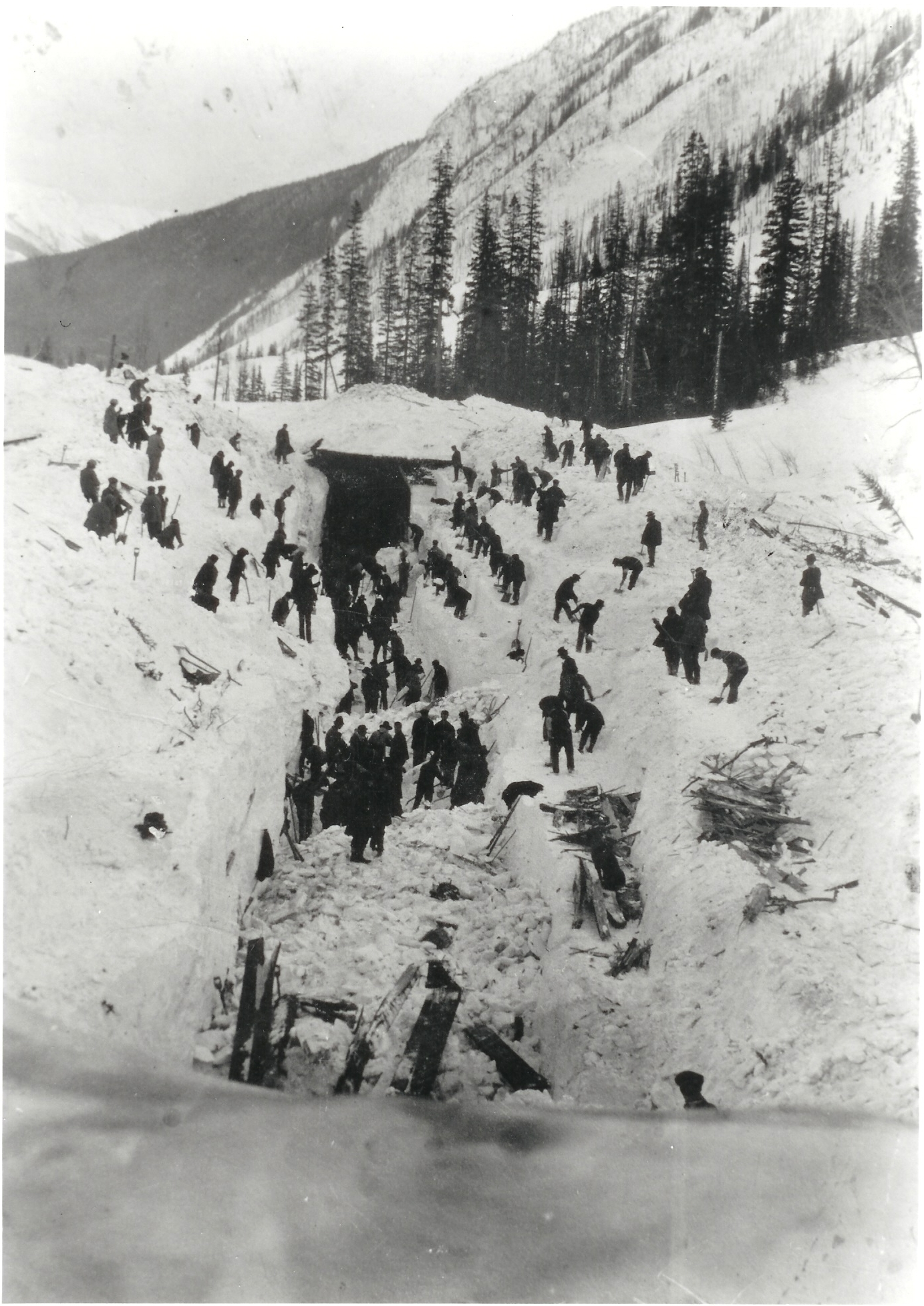
Aufräumarbeiten nach dem Unglück am 5. März 1910

Der Eisenbahnunfall vom Rogers Pass, British Columbia, Kanada, war ein Lawinenunglück am 4. März 1910, bei dem 62 Eisenbahner ums Leben kamen, nur einer überlebte. Es ist der bis heute schwerste Lawinenunfall in Kanada.

## Ausgangslage
Der Rogers Pass war mit 1330 m die höchste Stelle der transkontinentalen Eisenbahnverbindung der Canadian Pacific Railway in den Selkirk Mountains. Seit Eröffnung der Strecke 1885 gab es in jedem Winter Probleme, den Betrieb dieser damals einzigen transkontinentalen Verbindung aufrechtzuerhalten, weil zeitweise bis zu 12 m Schnee die Strecke bedeckten. In den 25 Jahren des Betriebs der Strecke bis zu der Katastrophe von 1910 waren hier bereits 200 Menschen durch Lawinen ums Leben gekommen. Der kritischste Teil der Strecke wurde mit 31 Lawinenschutzbauten in einer Gesamtlänge von 6,5 km geschützt. Der größte Teil der Strecke war aber ohne diesen Schutz und musste immer wieder freigeräumt werden.
Seit Ende Februar 1910 schneite es während eines Blizzards tagelang ununterbrochen und die Bahnstrecke wurde wieder unpassierbar. Anschließend stieg die Temperatur stark an, wodurch der Schnee nass und schwer wurde, was die Lawinengefahr erhöhte. Südlich von Rogers Pass starben wenige Tage zuvor bei dem Eisenbahnunfall von Wellington, ebenfalls einem Lawinenabgang, im Bahnhof von Wellington, im US-Bundesstaat Washington, in den Cascade Mountains 96 Menschen in zwei Zügen.

## Unfallhergang
Am 4. März 1910 wurde ein Bauzug auf die Strecke am Rogers Pass geschickt, nachdem Schneemassen vom Cheops Mountain auf die Bahnstrecke gerutscht waren. Mit dabei war ein Schneepflug. Gezogen wurde der Zug von einer 91 Tonnen schweren Dampflokomotive. Da die Durchfahrt des Zuges Nr. 97 nach Vancouver erwartet wurde, wurde an der Streckenräumung bis spät in die Nacht gearbeitet. Gegen 23 Uhr 30 kam dann von dem Hang, der dem des ersten Lawinenabgangs gegenüber lag, eine zweite Lawine herunter und begrub die Räummannschaft, den Zug und etwa 400 m Streckengleis unter sich. Die Lokomotive und der Schneepflug wurden durch die Wucht der Lawine 15 m aus dem Gleis geschleudert und kamen kopfüber zu liegen. Die hölzernen Wagen des Zuges wurden zerquetscht.

## Folgen
Von den 63 Mann der Besatzung des Zuges überlebte nur einer – dieser allerdings unverletzt. Unter den Toten waren auch 32 japanische Arbeiter. Nachdem die Nachricht von der Katastrophe im nahen Revelstoke eingetroffen war, wurde von dort ein Hilfszug mit 200 Eisenbahnern, Ärzten und Krankenschwestern entsandt. Diese fanden allerdings keine Überlebenden mehr vor, die hätten versorgt werden müssen. Sie konnten die Verschütteten und den Zug nur noch ausgraben, der unter einer bis zu 10 m hohen Schneedecke begraben lag. Zunächst konnten nur 58 Tote geborgen werden, die übrigen vier wurden erst nach der Schneeschmelze gefunden.
Der Eisenbahnunfall vom Rogers Pass machte deutlich, dass diese Form des Betriebs der Strecke auf Dauer unhaltbar war. Ab 1913 wurde deshalb der mehr als 8 km lange Connaught-Tunnel durch den Mount Macdonald angelegt, der 1916 in Betrieb ging. 1988 wurde er um den 90 m tiefer gelegenen, 14,7 km langen Mount-Macdonald-Tunnel ergänzt.